# Naturkundemuseum Niebüll
Das 1980 eröffnete Naturkundemuseum Niebüll befindet sich in der gleichnamigen Kleinstadt im äußersten Nordwesten von Schleswig-Holstein. Es versteht sich gemäß dem Leitbild seines Trägervereins als „grenzüberschreitendes deutsch-dänisches Mitmachmuseum zur Darstellung der regionalen Natur beiderseits der Grenze.“ Es ist eine offizielle Nationalpark Station.

## Gebäude
Sitz des Museums ist seit der Eröffnung das Haus in der Hauptstraße 108. Es ist ein zweigeschossiger Backsteinbau mit schiefergedecktem Satteldach und übergiebeltem Mittelrisalit. Die Fassade ist durch Lisenen und Friese gegliedert. Errichtet wurde das Haus 1898 nach Entwürfen des ortsansässigen Architekten und Baumeisters Heinrich Schmicker. Er zeichnete unter anderem auch verantwortlich für den Turm der St.-Gallus-Kirche in Neugalmsbüll sowie den Niebüller Bahnhof. In späteren Jahren war er der letzte ehrenamtliche Gemeindevorsteher in Niebüll.
Zunächst war das Gebäude Central Hotel. Nach den Volksabstimmungen in Schleswig im Februar und März 1920 hinsichtlich des deutsch-dänischen Grenzverlaufes wurde das Landratsamt des neuen Kreises Südtondern darin eingerichtet. Ab 1960 wurde das Haus gewerblich genutzt.
Unter der Objektnummer 35363 steht es seitens des Landesamtes für Denkmalpflege Schleswig-Holstein als bauliche Anlage unter Denkmalschutz.

## Das Museum

### Historie
Grundstock des musealen Bestandes ist die umfangreiche Privatsammlung des ausgebildeten Tierpräparators Kurt Bachmann (1902–1987), der seit 1949 in Niebüll eine Gärtnerei betrieb. Diese Sammlung enthielt Minerale, Fossilien und selbst hergestellte Tierpräparate. Um sie der Stadt zu erhalten, gründete sich 1979 der Verein Naturkundliches Heimatmuseum Niebüll e. V., dem Bachmann die Objekte überließ. Die Vereinsmitglieder organisierten ehrenamtlich eine Ausstellung mit Vitrinen und Dioramen in der ersten Etage des Gebäudes in der Hauptstraße 108. Zu dieser Zeit war im Erdgeschoss noch eine dänische Schuhfabrik ansässig. Am 30. August 1980 wurde das Naturkundliche Heimatmuseum Niebüll offiziell eröffnet.

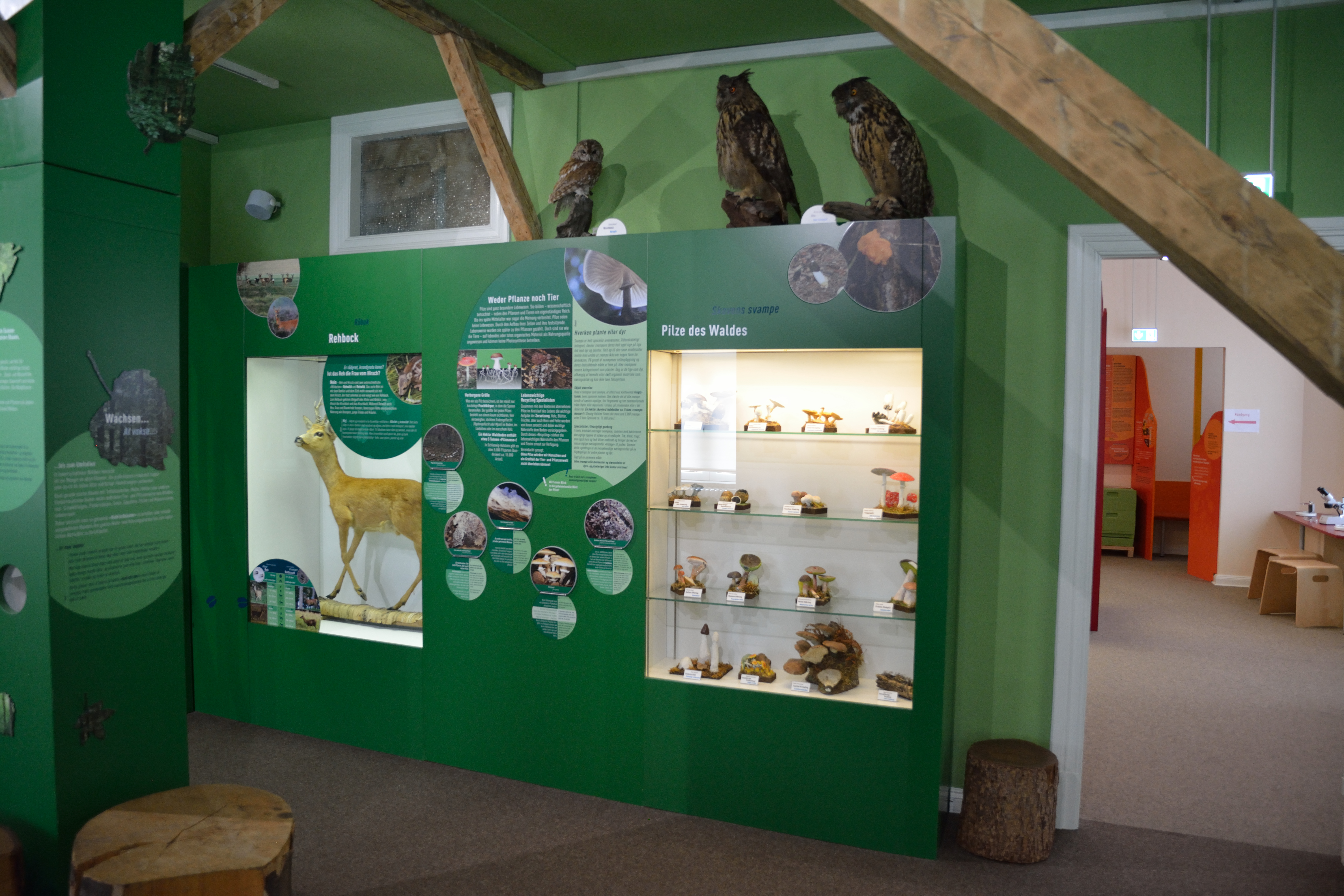
Dauerausstellung zur Flora und Fauna des Waldes (Foto: Juli 2021).

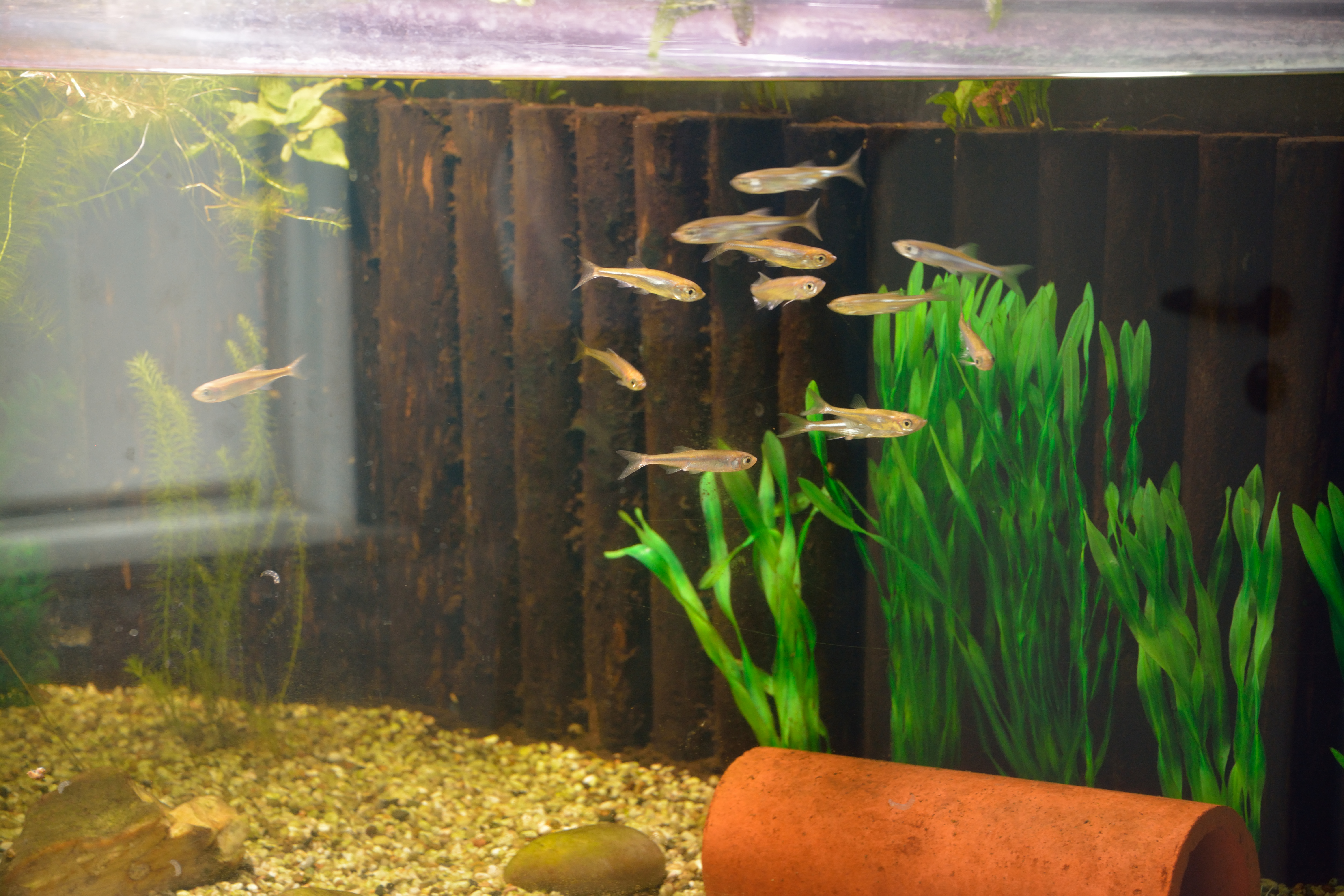
Eines der Aquarien im Museum (Foto: Juli 2021).

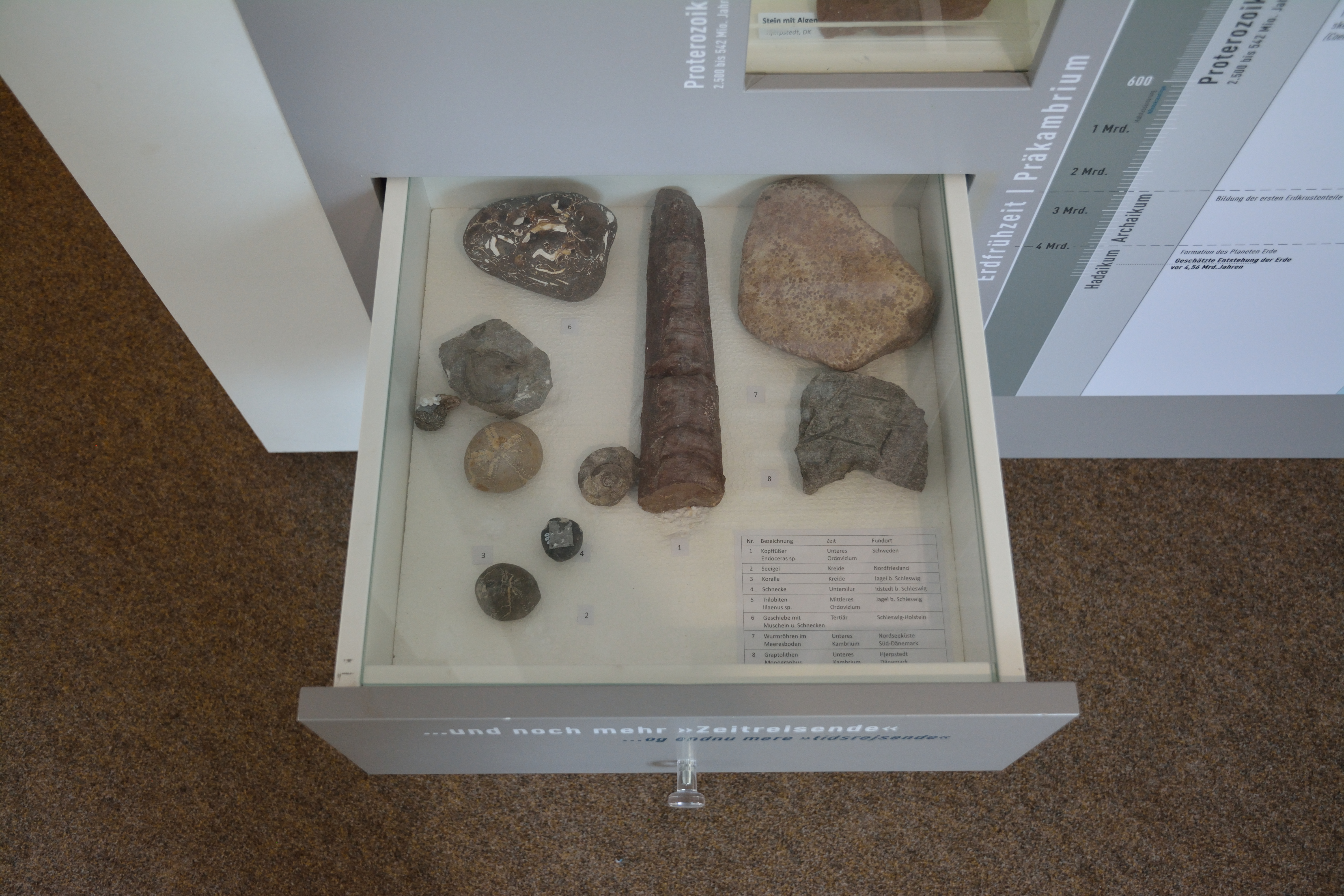
Unterkambrische bis kretazische Fossilien (Foto: Juli 2021).

Nachdem 1987 der Entschluss zur Erweiterung gefasst worden war, schloss das Museum ab 1989 für knapp vier Jahre. Es wurde vollständig saniert und auf das Erdgeschoss ausgedehnt. Als neue Ausstellungselemente wurden Großdioramen, acht Aquarien und ein Erlebnisraum für Kinder hinzugefügt. Im Juni 1993 konnte die Neueröffnung des seitdem unter der Bezeichnung Naturkundemuseum Niebüll firmierenden Hauses gefeiert werden.
Während der Winterpause 2003/2004 wurden die bisherigen Aquarien durch drei größere ersetzt; die Umbaukosten beliefen sich auf 22.000 Euro. Neun Jahre später, zum Jahreswechsel 2012/13 wurde eine neue, moderne Dauerausstellung eingerichtet. Durch eine am 24. Mai 2017 mit der Verwaltung des Nationalparks Schleswig-Holsteinisches Wattenmeer geschlossene Kooperationsvereinbarung ist das Museum sogenannter Nationalpark-Partner. Es fungiert somit als Informationsstation zum Nationalpark.

### Ausstellung und museumspädagogisches Angebot
Die Dauerausstellung des Museums beschäftigt sich vor allem mit der regionalen Flora und Fauna Norddeutschlands, im Speziellen mit den Landschaften beiderseits der deutsch-dänischen Grenze – mit den Wäldern, den Mooren, dem Wattenmeer und mit den Heideflächen der Geest. Hervorzuhebende Exponate sind beispielsweise drei Süßwasseraquarien mit bis zu 1500 Liter Fassungsvermögen und ein hinter Glas zu beobachtendes, lebendes Bienenvolk. Sämtliche Begleittexte sind sowohl in deutscher als auch in dänischer Sprache verfasst. Ein Info-Café und ein Kinder-Aktionsbereich ergänzen die Ausstellung.
Als außerschulischer Lernort besitzt das Museum eine bedeutende Stellung im Kreis Nordfriesland. Es bietet eine Kreativwerkstatt und Ferienprogramme an und Schulen können dort Projekttage durchführen. Das Bienenvolk ist transportabel und kann als „mobiles Museum“ im Rahmen einmaliger Termine oder längerer Projekte in Grundschulen und Kindergärten präsentiert und erläutert werden. Darüber hinaus ist das Museum in der naturkundlichen Geragogik tätig. So werden etwa spezielle interaktive Kurse für Personen mit leichter bis mittlerer Demenz angeboten. Zudem können Besuche von Museumsmitarbeitern in Seniorenheimen gebucht werden, wobei in einem Koffer eine Auswahl an Exponaten mitgeführt wird. Über Präparate, Federn, Felle, Tierlaute und Ähnliches sollen insbesondere die Sinneswahrnehmungen angesprochen und stimuliert werden. Diese Aktionen erfolgen in Kooperation mit der Deutschen Alzheimer-Gesellschaft. Zum weiteren museumspädagogischen Angebot gehören Kindergeburtstagsfeiern, Vorträge zu Natur- und Umweltthemen sowie Freilandführungen durch die Naturgebiete im deutsch-dänischen Grenzgebiet.

### Sammlung
In Übereinstimmung mit der Museumsdefinition des International Council of Museums, die das Bewahren als einen wesentlichen Aspekt eines Museums erwähnt, beherbergt auch das Naturkundemuseum Niebüll umfangreiche Sammlungen in seinen Archiven. Neben zahlreichen Tierpräparaten sowie Naturfotos und -Dias sind dies unter anderem:
- Entomologie: verschiedene Lepidoptera- und Coleoptera-Sammlungen mit einheimischen und tropischen Arten,
- Botanik: verschiedene Herbarien (unter anderem das Kreisherbar des ehemaligen Kreises Südtondern),
- Mykologische und lichenologische Sammlungen,
- Ornithologie: Vogeleiersammlungen,
- Geowissenschaften: Fossilien-, Gesteins- und Mineralsammlungen.

Für Forschungszwecke kann der Sammlungsbestand eingesehen werden. Im Rahmen des musealen Leihverkehres besteht zudem für andere Häuser die Möglichkeit, einzelne Objekte für Sonderausstellungen auszuleihen.

### Mitarbeiter
Der Museumsbetrieb wird hauptsächlich durch den Trägerverein und durch ehrenamtliche Tätigkeit gewährleistet. Einziger fest angestellter Mitarbeiter ist der Museumsleiter Carl-Heinz Christiansen. Darüber hinaus ist regelmäßig eine FÖJ-Stelle besetzt. Christiansen ist gelernter Maschinenbautechniker und amtiert seit 1999 als Museumsleiter. Ferner ist er bereits seit 1990 Sprecher der BUND-Kreisgruppe Nordfriesland, seit Mai 2009 stellvertretender Vorsitzender des BUND-Landesverbandes Schleswig-Holstein sowie seit April 2019 Naturschutzbeauftragter des Kreises Nordfriesland.

## Auszeichnungen
- 1994: Umweltpreis (verliehen vom schleswig-holsteinischen Ministerium für Natur und Umwelt)
- 2015: Zertifiziertes Museum Schleswig-Holstein (verliehen durch die Tourismus-Agentur Schleswig-Holstein sowie den Museumsverband Schleswig-Holstein und Hamburg)